# Loss
Vous lisez un « bon article » labellisé en 2022.
Pour les articles homonymes, voir Loss (homonymie).
Loss (en français : « Perte »), parfois appelé Loss.jpg, est un comic strip publié le 2 juin 2008 par Tim Buckley dans son webcomic Ctrl+Alt+Del dédié à l'univers du jeu vidéo. 

Représentation minimaliste du mème Loss avec sept traits.

Situé dans un arc narratif dans lequel le personnage principal Ethan et sa fiancée Lilah attendent leur premier enfant, le comic — composé de quatre cases sans dialogue — montre Ethan entrant et se déplaçant dans un hôpital jusqu'à découvrir Lilah pleurant dans un lit, symbolisant le fait qu'elle a fait une fausse couche. Tim Buckley raconte que des événements de sa vie ont inspiré le strip.
Le strip reçoit un accueil très négatif de la part d'autres créateurs de bandes dessinées et d'Internet en général, en particulier en raison du brutal changement de ton avec l'ensemble du webcomic. Le strip connaît ensuite un très fort héritage en tant que mème Internet : de nombreux créateurs y apportent des modifications jusqu'à aboutir à des versions extrêmement minimalistes. Ce mème est encore populaire plus d'une décennie après son apparition, et cette postérité remarquable l'amène à être qualifié par certains de « plus grand mème d'Internet ». 

## Contexte

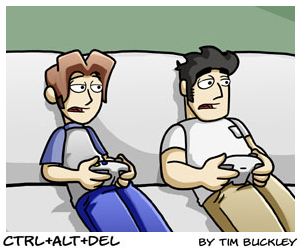
Les personnages d'Ethan (à gauche) et Lucas (à droite) dans un strip de Ctrl+Alt+Del.

Ctrl+Alt+Del, abrégé en CAD, est une série de bandes dessinées en ligne créée par Tim Buckley. Créée en octobre 2002, la bande dessinée se concentre sur les personnages Ethan et Lucas, puis sur Lilah, une jeune femme dont Ethan est amoureux,. 
Avant l'épisode Loss, CAD se concentre sur un humour lié au jeu vidéo et à la culture geek, alternant entre des arcs narratifs sur plusieurs strips et des gags ponctuels, mettant souvent en vedette des personnages assis sur un canapé racontant le jeu auquel ils jouent. Brian Feldman du magazine New York décrit le ton antérieur du webcomic comme étant « amusant au mieux et puéril au pire, recourant à la violence comme punchline avec une fréquence notable »,.

## Description
En 2008, au moment d'un arc narratif où Ethan et Lilah attendent leur premier enfant, Buckley publie le strip Loss, ce qui produit un très important changement de ton par rapport aux épisodes précédents,. 
La bande dessinée consiste en un strip de quatre cases sans aucun dialogue avec successivement : Ethan entrant dans un hôpital, puis demandant son chemin à une réceptionniste, puis parlant à un médecin et finalement trouvant Lilah en train de pleurer, allongée sur le côté dans un lit d'hôpital et se tenant le ventre, ce qui laisse entendre qu'elle a fait une fausse couche,.  

« Une bande dessinée célèbre pour utiliser trop de mots pour ne rien dire à propos d'un jeu vidéo sur un canapé immobile prend quatre cases et zéro mot pour montrer une découverte horrifiante et un voyage à travers un hôpital entier. »,

— Hbomberguy
Dans la suite du scénario, deux autres strips se déroulent à l'hôpital, avant que CAD ne revienne à son contenu habituel consistant en de l'humour slapstick lié au jeu vidéo,. En parallèle de la publication de Loss, Tim Buckley écrit un article de blog expliquant qu'il avait planifié ce scénario plusieurs années à l'avance et que son expérience personnelle avait influencé la création de ce strip, puisqu'il avait vécu, alors qu'il était à l'université, la grossesse non planifiée de son ex-petite amie, laquelle s'était soldée par une fausse couche,.

## Accueil
Loss est reçu très négativement par les créateurs et critiques de webcomic,,. Les créateurs de la série webcomic Penny Arcade, Mike Krahulik et Jerry Holkins, critiquent par exemple vivement Buckley dans une interview avec Joystiq en déclarant ironiquement qu'il est l'« Antéchrist » et que Loss et son scénario sont le premier cavalier de l'Apocalypse. Ben « Yahtzee » Croshaw, créateur de la série de critiques de jeux vidéo Zero Punctuation, fait référence à CAD dans son épisode sur les webcomics de jeux vidéo et mentionne qu'avoir une histoire où un personnage fait une fausse couche dans un webcomic connu pour son humour devrait être considéré comme « au mieux un maladroit changement de ton et au pire extrêmement irrespectueux du sujet »,. D'autres auteurs de webcomics, comme l'auteur de HijiNKS ENSUE Joel Watson, parodient même directement la planche en y insérant leur propres personnages. 
Mike Fahey de Kotaku, ancien fan autoproclamé du webcomic, est d'accord avec les critiques des créateurs de webcomics, déclarant qu'il lui est impossible de lire la série comme il le faisait auparavant. En 2021, Fahey qualifie même le strip de « fausse couche de l'édition de bandes dessinées »,.

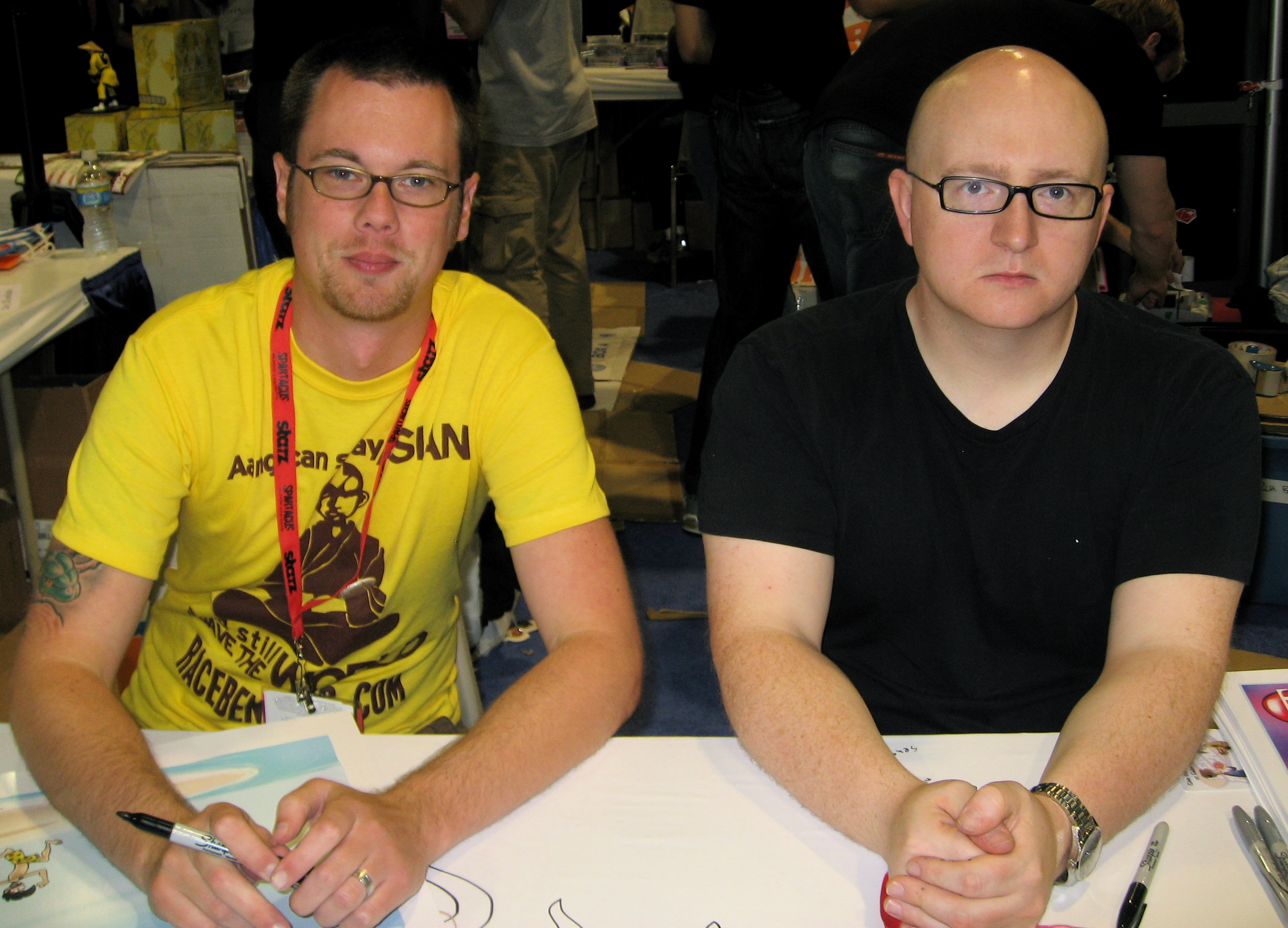
Les créateurs de Penny Arcade, Mike Krahulik (à gauche) et Jerry Holkins (à droite), très critiques envers le strip Loss.

La bande dessinée est également critiquée pour être un exemple de « femme dans le frigo » (en anglais : fridging), où un auteur utilise le traumatisme d'un personnage féminin comme dispositif d'intrigue pour l'histoire d'un personnage masculin. Les strips qui suivent Loss dans le déroulement de Ctrl+Alt+Del montrent notamment Ethan réagissant à la fausse couche avec ses amis masculins, mais ne présentent pas Lilah ni sa réaction. 
Tim Buckley déclare dans une interview en 2015 qu'il ne regrette pas d'avoir créé le strip et que des femmes lui ont confié que le scénario les a aidées. Il dit aussi avoir raconté l'histoire du point de vue d'Ethan parce que c'était la seule référence qu'il avait, n'étant pas confiant dans ses capacités d'écriture pour rendre justice au point de vue d'une femme sur le sujet. Tim Buckley déclare plus tard que si la situation était à nouveau évoquée dans le webcomic, il ferait plus de recherches sur les effets d'une fausse couche sur une femme.

## Mème Internet

### Dérivés

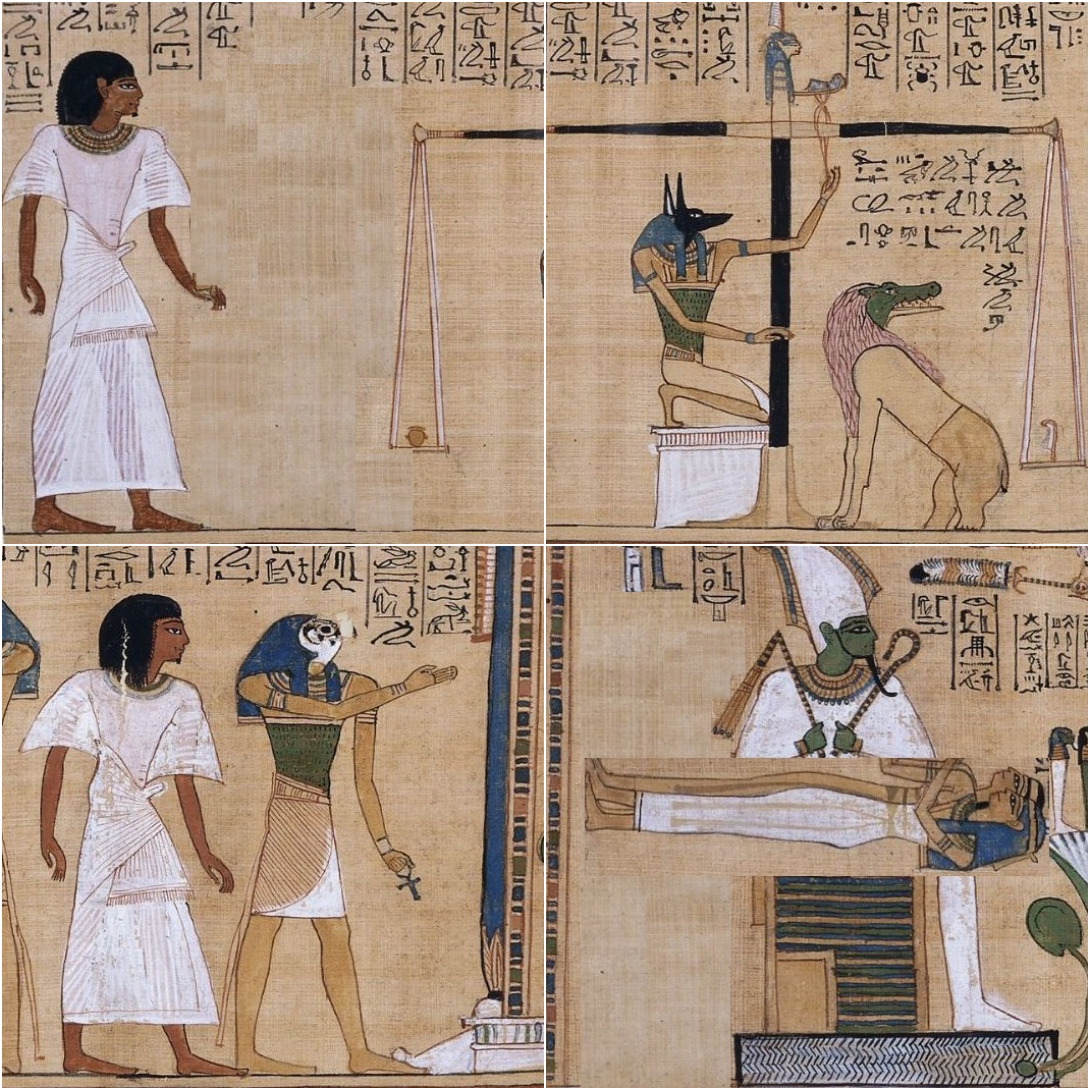
Exemple d'un mème Loss à partir du Papyrus de Hounefer.

Après la publication du strip, il devient immédiatement un mème Internet en raison de son impopularité,. Les utilisateurs de sites tels que 4chan et Tumblr créent ainsi directement des modifications de la bande dessinée, par exemple en la recréant à l'aide de scènes d'autres œuvres telles que Futurama et Pokémon,. Pour Adam Downer, cette réaction est exacerbée par le fait que Tim Buckley réagisse initialement très violemment aux retours négatifs sur sa planche : « la tentative malencontreuse de gravité du strip, suivie de la prétention de Buckley à propos du sujet, a constitué une cible incroyablement facile pour la parodie »,. Ainsi, ce ne sont ni le sujet de la fausse couche ni même la qualité intrinsèque du strip qui sont moqués, mais le décalage du thème abordé dans le cadre d'un webcomic sur le jeu vidéo. En conséquence, bien que le mème soit lié à un sujet difficile, il reste considéré comme « inoffensif ». 
Les parodies du strip deviennent au fil du temps de plus en plus abstraites, la représentant avec des objets placés généralement dans la même position que les personnages, comme des hot-dogs, des tuyaux de Super Mario Bros., ou le texte de la micronouvelle « For sale: baby shoes, never worn. » (À vendre : chaussures bébé, jamais portées),. Loss peut également être camouflé dans des images n'ayant a priori aucun rapport, et sa découverte par le lecteur s'apparente alors à une forme de rickroll,.    
Une version minimaliste du mème comprend la séquence dans le même style à quatre panneaux avec : un premier panneau avec une seule ligne verticale, un deuxième panneau avec deux lignes verticales (la deuxième ligne légèrement plus courte), un troisième panneau avec deux lignes verticales égales et le quatrième panneau avec une ligne verticale et une ligne horizontale,. Cette version minimaliste a pour objectif secondaire de rendre le mème plus difficilement accessible qu'un mème plus « grand public », comme celui du petit ami distrait, et donc de tester le degré de compréhension ou de culture du lecteur en matière de mèmes.  
Une réponse régulièrement attendue à la publication d'un mème Loss est un « Is this Loss? » (« Est-ce Loss ? »), souvent ironique,. En effet, le caractère obscur de Loss — notamment lorsqu'il est référencé de façon très minimaliste — fait que l'incompréhension d'un lecteur non averti au sujet de « où est la blague » devient par extension également un mème. 

Plusieurs dérivations minimalistes du comic strip Loss
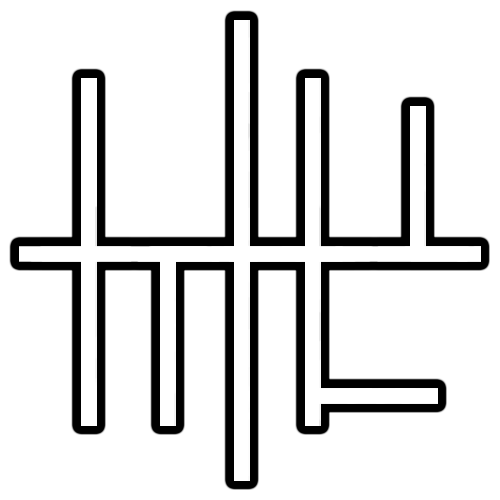
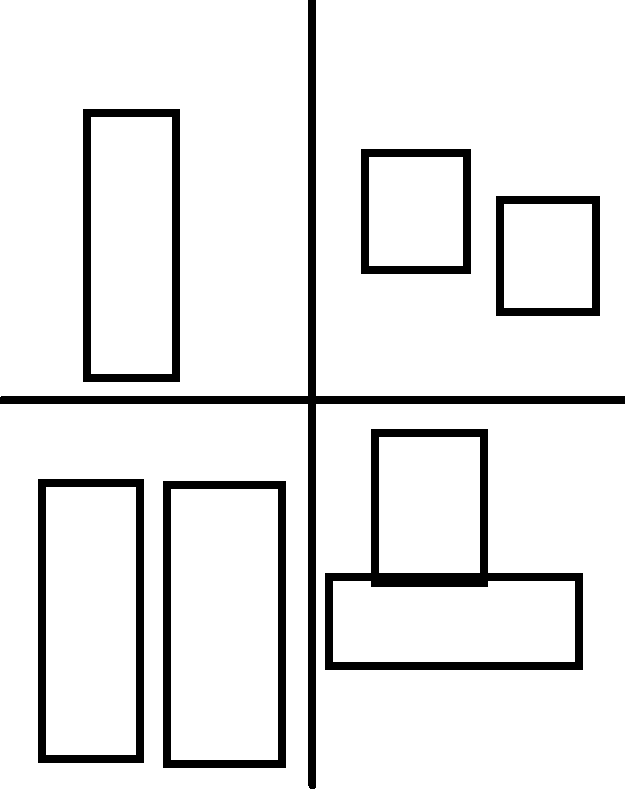

### Postérité
Dès 2015, Brian Feldman désigne Loss comme « la « blague » sur les fausses couches la plus longue d'Internet »,. Le mème connaît une résurgence vers 2017 et 2018, restant encore populaire les années suivantes,,. Cette pérennité remarquable pour un mème sur Internet conduit certains à le considérer comme le « mème de la décennie 2010 » voire comme le « plus grand mème d'Internet »,. Celle-ci pourrait être une conséquence de la simplicité du format originel et du grand nombre d'évolutions qu'il a connu au cours du temps. Cette extrême popularité dans le temps a également pour conséquence de produire un fort agacement, son utilisation étant par exemple bannie de certains forums dédiés aux mèmes. 
En avril 2018, le vidéaste Hbomberguy publie sur YouTube un essai vidéo sur le strip et sur le mème qui en a découlé, considérant notamment qu'il s'agit « peut-être [de] la page d'une bande dessinée la plus connue de l'Histoire »,. Cette analyse est ensuite saluée par la critique, notamment sélectionnée par Polygon comme l'un des dix meilleurs essais vidéo de 2018 et est nommée trois fois dans la collection Sight and Sound du film critique vidéo le plus remarquable de 2018,. 
Le 2 juin 2018, pour le dixième anniversaire de la publication de Loss, Tim Buckley remplace la bande dessinée originale par une édition intitulée Found,,. Si presque tout le strip reste le même, le dernier panneau présente Ethan brisant le quatrième mur en regardant le spectateur avec un sourire narquois sur son visage. Un jour plus tard, le strip d'origine est restauré sans aucune explication. Julia Alexander de Polygon considère Found comme une reconnaissance par Tim Buckley du statut que Loss atteint en tant que mème, comparant son évolution à celle de Pepe the Frog. De façon similaire, Tim Buckley modifie à nouveau le strip original Loss le 2 juin 2019 par un nouveau montage intitulé Cross, sur lequel la naissance a certes réussi mais où le visage du bébé est remplacé par la version minimaliste du mème ; le strip original revient ensuite peu après.